# Chilișoaia, Iași
Chilișoaia este un sat în comuna Dumești din județul Iași, Moldova, România.